# Malý Hlavákov

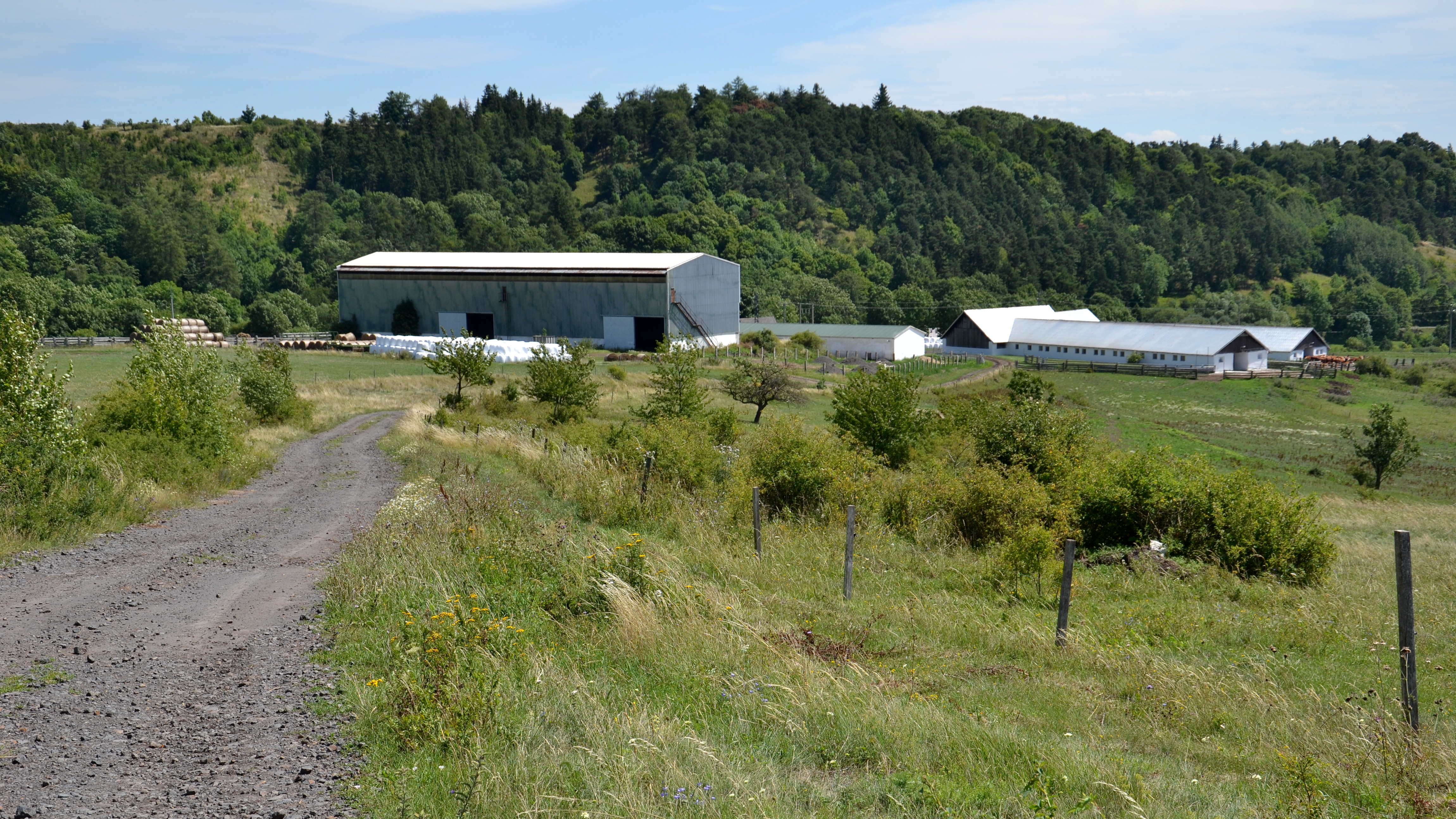
Landwirtschaftsbetrieb

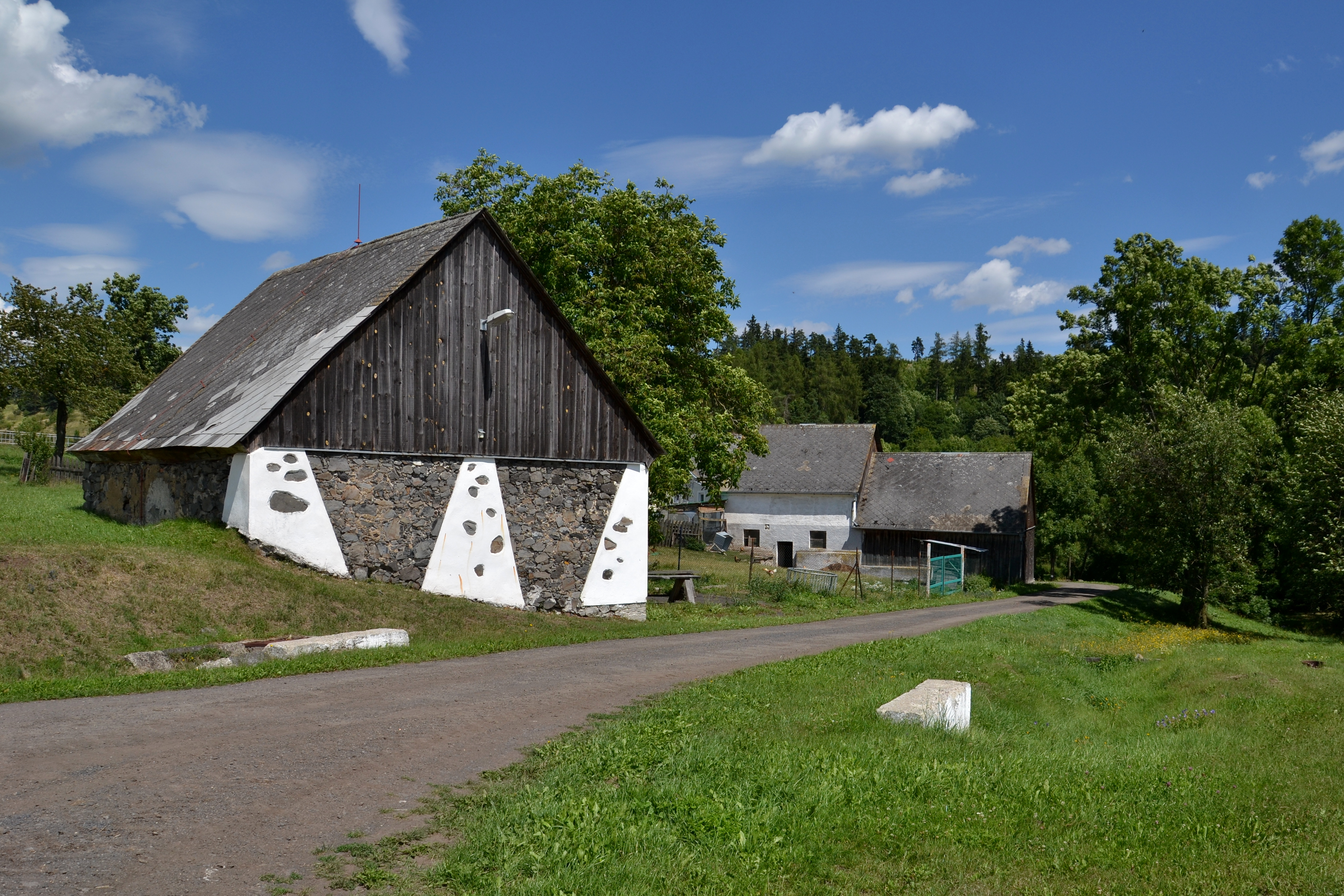
Haus Nr. 15

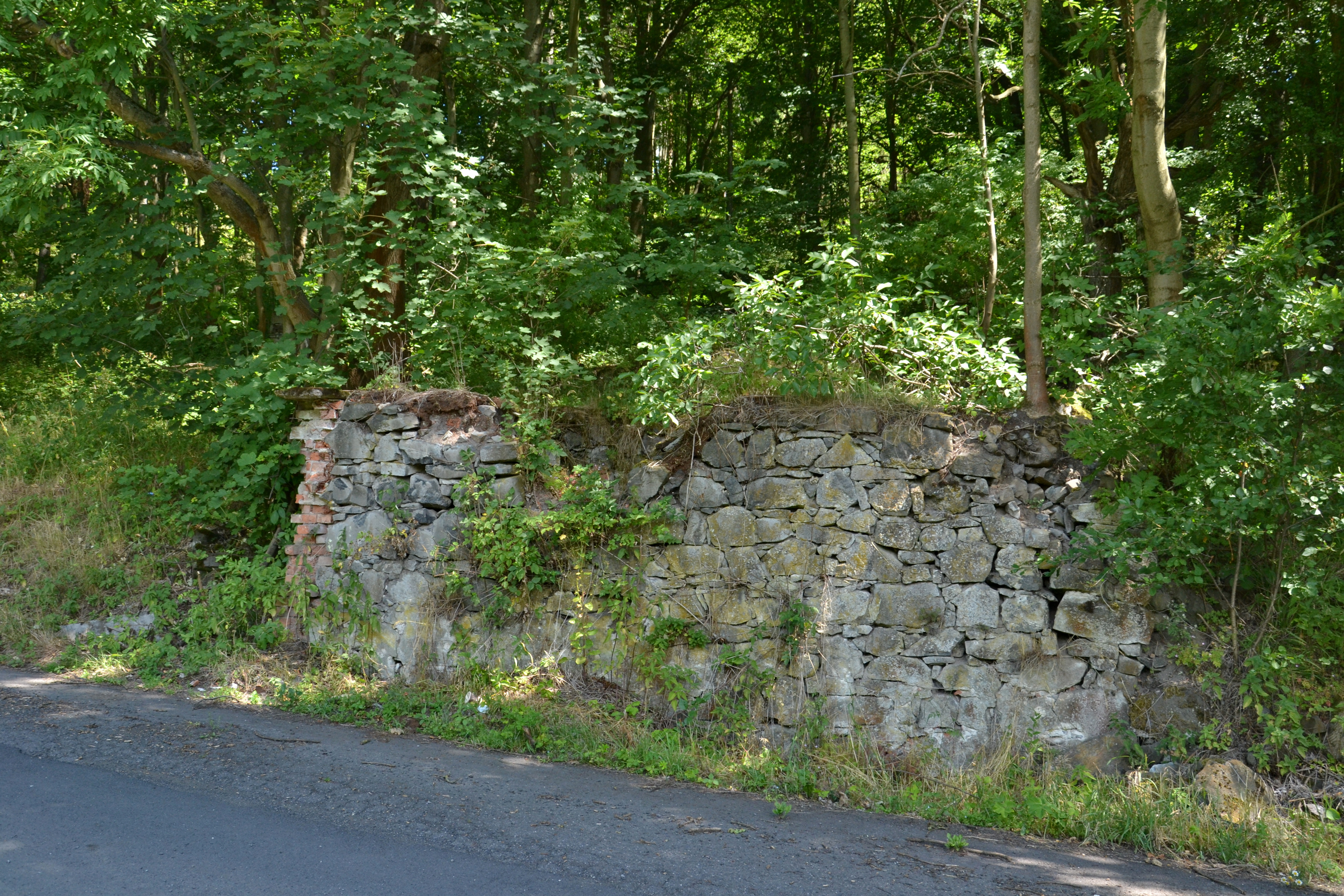
Hausruine an der Straße nach Velký Hlavákov

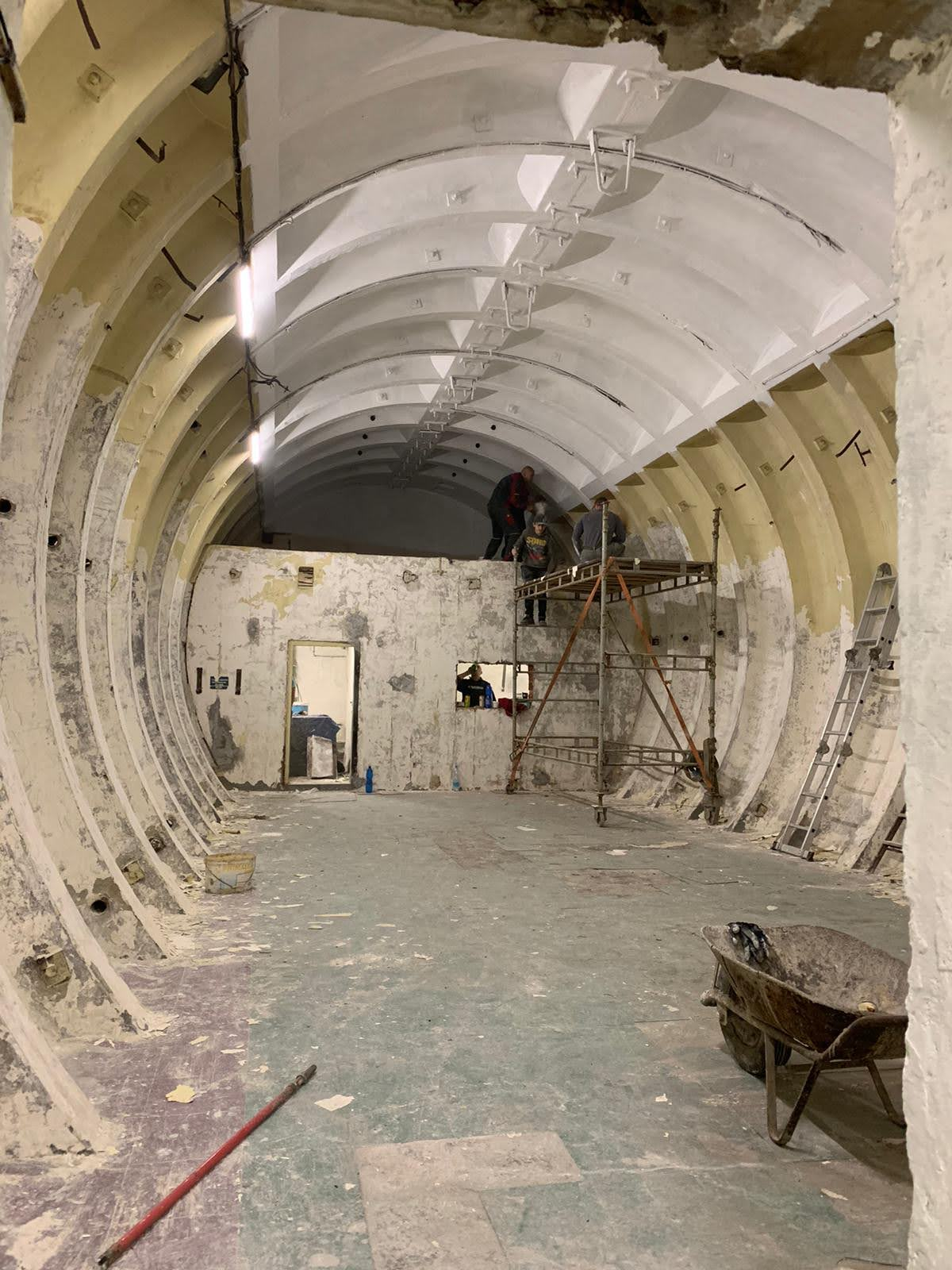
Bunker "Jasyr"

Malý Hlavákov (deutsch Klein Lubigau) ist ein Ortsteil der Gemeinde Verušičky (Klein Werscheditz) in Tschechien. Das Dorf liegt zehn Kilometer nordöstlich von Žlutice (Luditz) am Rande des Truppenübungsplatzes Hradiště und gehört zum Okres Karlovy Vary.

## Geographie
Das ehemalige Platzdorf Malý Hlavákov befindet sich rechtsseitig des Luční potok (Wiesenbach) im Süden des Duppauer Gebirges. Nordöstlich erheben sich der Pilíř (Filirsch; 763 m n.m.) und der Prokopy (Prokopiberg; 749 m n.m.), im Osten der Janský vrch (Johanneshübel; 719 m n.m.), südöstlich der Hlavákovský vrch (Köppelberg; 683 m n.m.), im Süden der Obecní les (Lurberg; 657 m n.m.), südwestlich die Albeřická hůrka (Tannenhübel; 632 m n.m.), im Westen der Ehewald (709 m n.m.) sowie nordwestlich der Zlatý vrch (Goldberg; 786 m n.m.). Gegen Osten liegt die Ruine Neuhaus.
Nachbarorte sind Podbořanský Rohozec (Deutsch Rust), Střelnice (Schützhäusel), Nová Ves (Neudorf) und Ořkov (Worka) im Nordosten, Sklárna (Emilienglashütte), Valeč (Waltsch) und Jeřeň (Girschen) im Osten, Bělá (Biela), Kostrčany (Kosterschan) und Vrbice (Großfürwitz) im Südosten, Velký Hlavákov (Groß Lubigau) und Týniště (Thönischen) im Süden sowie Luka (Luck) und Albeřice (Alberitz) im Südwesten. Auf dem Truppenübungsplatz Hradiště liegen im Norden die Wüstungen Kopáčov (Kopitschau) und Jeseň (Gässing), im Westen Tis u Luk (Tiß bei Luck) und Holetice (Holetitz) sowie nordwestlich Těš (Tesch) und Lochotín (Lochotin).

## Geschichte
Die erste urkundliche Erwähnung von Hlawcow erfolgte im Jahre 1409 als Sitz des Hinco de Hlawcowa, eines Lehnsmannes der Ritter Valčský von Doupov, die seinerzeit Besitzer der Burgherrschaft Valeč waren. Eine Unterscheidung zwischen Malý Hlavákov und Velký Hlavákov lässt sich erst seit 1571 nachweisen, als Ernst Lobkowitz von Hassenstein und Christoph von Stampach ihre Güter Valeč und Kostrčany tauschten. Beide Dörfer gehörten stets zur Herrschaft Valeč, wobei nur Malý Hlavákov gänzlich nach Valeč untertänig war. In der berní rula von 1654 sind für Maly Lubikow sieben Bauernwirtschaften mit Waldbesitz aufgeführt, von denen drei wüst lagen. Die Herren von Stampach hielten die Herrschaft Valeč bis 1718. Anschließend erfolgten mehrere Besitzerwechsel, bis die Herrschaft 1798 an die Familie Korb von Weidenheim gelangte.
Im Jahre 1845 bestand das im Elbogener Kreis gelegene Dorf Klein-Lubigau aus 24 Häusern mit 171 deutschsprachigen Einwohnern. Haupterwerbsquelle war die Viehzucht. Pfarr- und Schulort war Lochotin. Bis zur Mitte des 19. Jahrhunderts blieb Klein-Lubigau der Herrschaft Waltsch untertänig.
Nach der Aufhebung der Patrimonialherrschaften bildete Kleinlubigau / Velký Hlavákov ab 1850 mit dem Ortsteil Kopitschau eine Gemeinde im Gerichtsbezirk Buchau. Ab 1868 gehörte Klein-Lubigau zum Bezirk Luditz. Im Jahre 1869 bestand das Dorf aus 26 Häusern und hatte 148 Einwohner. Im Jahre 1900 hatte Klein-Lubigau 115 Einwohner, 1910 waren es 112. Nach dem Ersten Weltkrieg zerfiel der Vielvölkerstaat Österreich-Ungarn, die Gemeinde wurde 1918 Teil der neu gebildeten Tschechoslowakischen Republik. Beim Zensus von 1921 lebten in den 33 Häusern der Gemeinde 182 Personen, darunter 179 Deutsche. Der Ortsteil Klein-Lubigau bestand aus 26 Häusern und hatte 132 Einwohner. 1922 wurden die Kinder aus Klein-Lubigau von Lochotin nach Groß-Lubigau umgeschult. 1930 lebten in der Gemeinde 156 Menschen; in den 26 Häusern des Dorfes Klein Lubigau waren es 121 Personen. Die Katastralfläche umfasste – einschließlich Kopitschau – 451 ha. Klein Lubigau hatte eine unregelmäßige Struktur, die meisten der Häuser standen an der Straße nach Groß Lubigau. Nach dem Münchner Abkommen wurde Klein Lubigau im Oktober 1938 dem Deutschen Reich zugeschlagen und gehörte bis 1945 zum Landkreis Luditz. 1939 hatte die Gemeinde 145 Einwohner. Nach dem Ende des Zweiten Weltkrieges kam Malý Hlavákov zur wiedererrichteten Tschechoslowakei zurück. Nach der Aussiedlung der meisten deutschen Bewohner wurde das Dorf mit Tschechen wiederbesiedelt. Im Zuge der Gebietsreform von 1948 wurde der Okres Žlutice aufgelöst und die Gemeinde Malý Hlavákov zum 1. Februar 1949 dem Okres Toužim zugeordnet. 1950 lebten in den 26 Häusern von Malý Hlavákov 56 Personen. Im Zuge der Errichtung des Truppenübungsplatzes Hradiště erfolgte 1953 die Absiedlung von Malý Hlavákov und des Ortsteils Kopáčov. Bei der Gebietsreform von 1960 wurde der Truppenübungsplatz in den Okres Karlovy Vary eingegliedert. Mit Ausnahme von drei Häusern wurde das gesamte Dorf abgerissen. Am westlichen Ortsrand ließ die Militärgüterverwaltung Schafställe errichten.
Östlich von Malý Hlavákov entstand in den 1980er Jahren auf dem Janský vrch das Objekt „Jasyr“ ▼. Dabei handelte es sich um den Kommandoposten der 22. Armee der Zentralgruppe der Sowjetischen Streitkräfte. Die abgeschottet am Südrand des Truppenübungsplatzes gelegene Kaserne der sowjetischen Besatzungstruppen wurde gesondert bewacht und war mit einer weitläufigen Bunkeranlage versehen. Anderthalb Kilometer nordwestlich davon, auf halbem Wege nach Kopáčov, befand sich ein Lager der Tschechoslowakischen Armee. Das bei dem Abzug der Sowjetarmee im Jahre 1991 geräumte und zwischenzeitlich verwahrloste Objekt „Jasyr“ wurde im September 2006 vollständig beseitigt. Um 2010 erfolgte auch der Abbruch des Lagers der Tschechischen Armee.
Nach der Samtenen Revolution 1989 wurde einer der drei Schafställe für die Haltung von Hereford-Rindern umgebaut und schließlich die Schafzucht in Malý Hlavákov gänzlich aufgegeben. Beim Zensus von 2001 bestand Malý Hlavákov aus vier Wohnhäusern und hatte neun Einwohner. 2011 lebten in den vier Häusern von Malý Hlavákov 15 Menschen.
Mit Beginn des Jahres 2016 erfolgte im Zuge der Verkleinerung des Truppenübungsplatzes Hradiště die Ausgliederung von Malý Hlavákov und Albeřice aus dem Militärgebiet in die Gemeinde Verušičky. Die in Malý Hlavákov lebenden Menschen sind in der Rinderzucht tätig. Zu den jeweils im September stattfindenden Zuchttagen kamen bis zu 300 Besucher, um sich über Hereford-Rinder zu informieren.

## Ortsgliederung
Malý Hlavákov ist Teil des Katastralbezirkes Albeřice u Hradiště.